# Полі Аяла
Полі Аяла (англ. Paulie Ayala) — колишній американський боксер-професіонал, який виступав в легшій, 2-й легшій, напівлегкій, 2-й напівлегкій ваговій категоріях. Був чемпіоном світу по версії WBA в легшій категорії.